# Urszula Trawińska-Moroz
Urszula Trawińska-Moroz (ur. 4 października 1937 w Gnieźnie, zm. 5 stycznia 2025) – polska śpiewaczka operowa (sopran koloraturowy), reżyser, dyrektor teatru.

## Życiorys
Śpiewaczka (sopran koloraturowy), pedagog, reżyser, dyrektor teatru. Początkowo uczyła się gry na fortepianie. W 1952 rozpoczęła naukę śpiewu, którą w 1957−1958 kontynuowała w PWSM w Poznaniu, a następnie w klasie śpiewu Ady Sari w PWSM w Warszawie. W 1961 ukończyła studia z wyróżnieniem. W 1969 uczestniczyła w kursie u Giny Cigny w Wenecji. W latach 1962–1965 solistka Opery Objazdowej w Warszawie (debiutowała partią Mimi w „Cyganerii” G. Pucciniego), w latach 1965–1987 w Teatrze Wielkim w Warszawie. W latach 1987–1989 dyrektor naczelna i artystyczna Opery i Operetki w Szczecinie (reż. „Straszny dwór” S. Moniuszki i „Marsz, marsz Polonia” W. Panka, śpiewała m.in. partię Violetty w „Traviacie” G. Verdiego i Maricy w „Hrabinie Maricy” E. Kálmána). W 1988–1991 dyrektor naczelna i artystyczna Operetki Warszawskiej (reż. m.in. „Błękitną maskę” F. Raymonda, śpiewała m.in. partię Hanny Glawari w „Wesołej wdówce” F. Lehára). Od 1978 wykładowca (od 1987 prof.) śpiewu solowego w AM w Warszawie. Występowała na wielu scenach operowych i estradach w kraju i za granicą m.in. w Wielkiej Brytanii, Francji, Włoszech, Jugosławii, Hiszpanii, Rumunii, w 1976–1977 współpracowała z Operą w Monachium. Od 1991 prowadzi prywatny objazdowy Polski Teatr Muzyczny. Utrzymywała w repertuarze 27 partii operowych, 10 oratoriów i kantat, ok. 200 pieśni różnych kompozytorów. Nagrywała dla Polskiego Radia, występowała w programach i filmach TV, wydała kilka płyt w „Polskich Nagraniach” m.in. „Pastorałki”, „Orfeusz” Glucka, „Urszula Trawińska-Moroz – sopran”. Laureatka międzynarodowych konkursów wokalnych im. G. Enescu, Bukareszt 1961 i „Bel Canto”, Liège 1963. Wydała wspomnienia „Dobre duchy z zamku Ravenswood”.
Była członkiem PZPR. W latach 70. zasiadała w Radzie Narodowej m. st. Warszawy.
26 maja 2009 z rąk sekretarza stanu w MKiDN Piotra Żuchowskiego odebrała Srebrny Medal „Zasłużony Kulturze Gloria Artis”. W czasach PRL była odznaczona m.in.: Krzyżem Kawalerskim Orderu Odrodzenia Polski, Złotym Krzyżem Zasługi i odznaką Zasłużony Działacz Kultury.